# Octávio Mateus
Octávio Mateus (* 1975) je portugalský paleontolog a biolog, specializující se na výzkum dinosaurů.

## Život
Vystudoval na Universidade de Évora). Titul PhD obhájil na Universidade Nova de Lisboa v roce 2005. Dnes spolupracuje s Museu da Lourinhã, proslaveným svými sbírkami dinosauřích fosilií.
Mateus se specializuje na výzkum dinosaurů z období svrchní jury, jejichž fosílie jsou objevovány v Portugalsku. Na toto téma také publikoval množství odborných statí. Popsal již několik nových druhů dinosaurů (Lourinhanosaurus antunesi (1998), Dinheirosaurus lourinhanensis (1999), Tangvayosaurus hoffeti (1999), Draconyx loureroi (2001) , Lusotitan atalaiensis (2003), Europasaurus holgeri (2006), Allosaurus europaeus (2006), Miragaia longicollum (2009), Angolatitan adamastor (2011), Kaatedocus siberi (2012) nebo Galeamopus hayi (2015)).
Od roku 1991 organizuje Mateus pravidelné expedice do terénu. V posledních letech objevuje zkameněliny dinosaurů také při různých zahraničních expedicích, například v jihoasijském Laosu nebo v Angole, kde objevil prvního v této zemi známého dinosaura.
Spolupracuje s různými vědeckými institucemi po celém světě, například s německou nadací Verein zur Förderung der niedersächsischen Paläontologie.